# 음색
음색(音色, 영어: timbre)은 소리의 특징 중 하나로, 높이, 크기와 함께 소리의 3요소로 불린다.
같은 높이, 같은 크기의 소리라도 피아노와 오르간의 소리는 느낌이 다르다. 사람의 말소리도 누구의 목소리인지 구별이 되듯이 발음체의 차이에 따라서 소리가 다르게 느껴지는 것을 음색이 다르다고 한다. 
여러 가지 발음체에서의 소리를 오실로스코프로 관찰해 보면 각 소리의 파형에서 특색이 나타난다. 
가장 단순한 파형은 거의 정현파(定弦波)에 가깝다. 이와 같은 파형의 소리를 순음이라고 부른다. 일반적으로 복잡한 파형인 음파도 분석을 하면 많은 정현파의 중첩으로 나타낼 수가 있다. 발음체의 차이에 따라서 중첩하는 정현파의 진동수의 비(比)나 진폭이 다르기 때문에 파형이 바뀌어 그로 인하여 진동수에서의 음색이 결정되게 된다.